# Гуцафаме (Кремона)
Гуцафаме је насеље у Италији у округу Кремона, региону Ломбардија.
Према процени из 2011. у насељу је живело 25 становника. Насеље се налази на надморској висини од 65 м.